# Cantone di Isigny-sur-Mer
Il Cantone di Isigny-sur-Mer era una divisione amministrativa dell'arrondissement di Bayeux.
A seguito della riforma approvata con decreto del 17 febbraio 2014, che ha avuto attuazione dopo le elezioni dipartimentali del 2015, è stato soppresso.

## Composizione
Comprendeva i comuni di:
- Asnières-en-Bessin
- La Cambe
- Canchy
- Cardonville
- Cartigny-l'Épinay
- Castilly
- Cricqueville-en-Bessin
- Deux-Jumeaux
- Englesqueville-la-Percée
- La Folie
- Géfosse-Fontenay
- Grandcamp-Maisy
- Isigny-sur-Mer
- Lison
- Longueville
- Monfréville
- Neuilly-la-Forêt
- Osmanville
- Les Oubeaux
- Saint-Germain-du-Pert
- Saint-Marcouf
- Sainte-Marguerite-d'Elle
- Saint-Pierre-du-Mont
- Vouilly